# Роев, Александр Иванович
Александр Иванович Роев (1913, Криндачёвка, Таганрогский округ, Область Войска Донского, Российская империя — неизвестно, Волгоградская область) — машинист комбайна шахты № 4 треста «Снежнянантрацит» Министерства угольной промышленности Украинской ССР, Сталинская область. Герой Социалистического Труда (1957).

## Биография
Родился в 1913 году в посёлке Криндачёвка (сегодня — город Красный Луч). После окончания местной школы трудился на угольной шахте Снежнянского рудника треста «Снежноеантрацит» в Снежнянском районе. В декабре 1941 года призван в Красную Армию по мобилизации. Участвовал в Великой Отечественной войне. В январе 1942 года получил ранение на Волховском фронте. После излечения в госпитале сражался при обороне Сталинграда. Воевал командиром отделения в составе минёров тральщика № 351 3-го дивизиона катеров-тральщиков отдельной бригады траления Волжской военной флотилии. После демобилизации возвратился на прежнюю работу, восстанавливал разрушенные шахты. Затем трудился машинистом комбайна на шахте № 4 треста «Снежнянантрацит».
Ежегодно показывал высокие трудовые результаты. Занимал передовые позиции в социалистическом соревновании среди горняков треста. Указом Президиума Верховного Совета СССР от 26 апреля 1957 года удостоен звания Героя Социалистического Труда за «выдающиеся успехи, достигнутые в деле развития угольной промышленности в годы пятой пятилетки и в 1956 году» с вручением ордена Ленина и золотой медали «Серп и Молот».
После выхода на пенсию проживал в городе Снежное, затем переехал в Волгоградскую область. С 1968 года — персональный пенсионер союзного значения. Дата смерти не установлена.

## Награды
- Герой Социалистического Труда
- Орден Ленина
- Медаль «За боевые заслуги» (29.01.1943)